# 宗座梵蒂岡城國委員會主席
宗座梵蒂岡城國委員會主席（拉丁語：Praeses Pontificiae Commissionis pro Statu Civitatis Vaticanae）是梵蒂岡城國的立法机构-宗座梵蒂岡城國委員會的首长（相當於國會議長）。由教廷的高级成员担任，由教宗任命产生，任期五年。除了立法机构，宗座梵蒂岡城國委員會还负责梵蒂岡城國的行政事务，宗座梵蒂岡城國委員會主席還兼任了另一項重要的職務：宗座梵蒂岡城國政府主席（相當於政府總理）。

## 列表
|    | 姓名                        | 生卒           | 任期                          |
| -- | --------------------------- | -------------- | ----------------------------- |
| 1  | 尼各老·卡纳利               | 1874年－1961年 | 1939年3月20日－1961年8月3日   |
| 2  | 阿姆莱托·若望·希高纳尼      | 1883年－1973年 | 1961年8月12日－1969年4月30日  |
| 3  | 若望-瑪利亞·罗佑            | 1905年－1979年 | 1969年5月2日－1979年3月9日    |
| 4  | 阿戈斯蒂诺·卡萨罗利         | 1914年－1998年 | 1979年4月28日－1984年4月8日   |
| 5  | 塞巴斯蒂亚诺·巴乔           | 1913年－1993年 | 1984年4月8日－1990年10月31日  |
| 6  | 罗萨里奥·何塞·卡斯蒂略·拉拉 | 1922年－2007年 | 1990年10月31日-1997年10月14日 |
| 7  | 埃德蒙·斯佐卡               | 1927年－2014年 | 1997年10月14日-2006年9月15日  |
| 8  | 若望·拉约洛                 | 1935年－       | 2006年9月15日－2011年10月1日  |
| 9  | 若瑟·貝爾泰羅               | 1942年－       | 2011年10月1日-2021年10月1日   |
| 10 | 費南多·維爾吉斯·阿爾扎加    | 1945年－       | 2021年10月1日-2025年3月1日    |
| 11 | 拉法埃拉·彼得里尼           | 1969年－       | 2025年3月1日至今              |